# Ziad Tlemçani
Ziad Tlemçani, tunizijski nogometaš, * 10. maj 1963, Tunis, Tunizija.
Za tunizijsko reprezentanco je odigral 20 uradnih tekem in dosegel štiri gole.